# NGC 3402
NGC 3402 (ook: NGC 3411) is een elliptisch sterrenstelsel in het sterrenbeeld Waterslang. Het hemelobject werd op 25 maart 1786 ontdekt door de Duits-Britse astronoom William Herschel. Het werd in 1880 herontdekt en verder onderzocht door de Britse amateur astronoom Andrew Ainslie Common.

## Synoniemen
- MCG -2-28-12
- PGC 32479